# Mnesarete rhopalon
Mnesarete rhopalon – gatunek ważki z rodziny świteziankowatych (Calopterygidae).